# Mensignac
 Mensignac  (en occitano Mencinhac) es una población y comuna francesa, situada en la región de Aquitania, departamento de Dordoña, en el distrito de Périgueux y cantón de Saint-Astier.

## Demografía
| 786 | 762 | 902 | 1034 | 1127 | 1136 |
| Para los censos de 1962 a 1999 la población legal corresponde a la población sin duplicidades (Fuente: INSEE [Consultar]) |     |     |      |      |      |